# Principado de Trinidad
O Principado de Trinidad foi declarado em 1893, quando o norte-americano James Harden-Hickey reivindicou a ilha desabitada Trindade e Martim Vaz no Atlântico Sul e declarou-se como James I, Príncipe de Trinidad. De acordo com os planos de James Harden-Hickey a ilha seria, depois de ser reconhecida como um país independente, tornar-se uma ditadura militar sob a sua liderança. Ele desenhou selos postais, uma bandeira nacional e um brasão de armas; estabeleceu uma ordem de cavalaria, a "Cruz de Trinidad"; comprou uma escuna para transportar colonos; nomeou M. le Comte de la Boissière como Secretário de Estado e abriu um escritório consular na 217 West 36th Street, em Nova Iorque, e até emitiu títulos públicos para financiar a construção da infraestrutura na ilha.

## História

### Nomenclatura
O nome original da ilha, Trindade, é  sua variante no idioma português para "trindade". Trinidad é o cognato espanhol. Não está claro por que Harden-Hickley escolheu traduzir o nome do português para o espanhol, e não a língua inglesa. Mais cedo, a vizinha Ilha da Ascensão foi renomeada de seu nome original português Ascensão, quando passou a ser administrada pelos britânicos.

### Cronologia
Em julho de 1895, os britânicos tentaram tomar posse desta posição estratégica no Atlântico, baseando a sua reivindicação em 1700 na visita do astrônomo britânico Edmond Halley. Os britânicos planejavam usar a ilha como uma estação de cabo telegráfico. No entanto, os esforços diplomáticos brasileiros, juntamente com o apoio português, pressionaram um pedido bem sucedido para a soberania brasileira, com base na descoberta da ilha em 1502 pelos navegadores portugueses.
A fim de demonstrar claramente a soberania sobre a ilha, agora parte do Estado do Espírito Santo, um marco foi construído em 24 de janeiro de 1897. 

### Presente
Hoje em dia, a presença brasileira é marcada por uma base permanente da Marinha do Brasil na ilha principal.